# Michael Paget

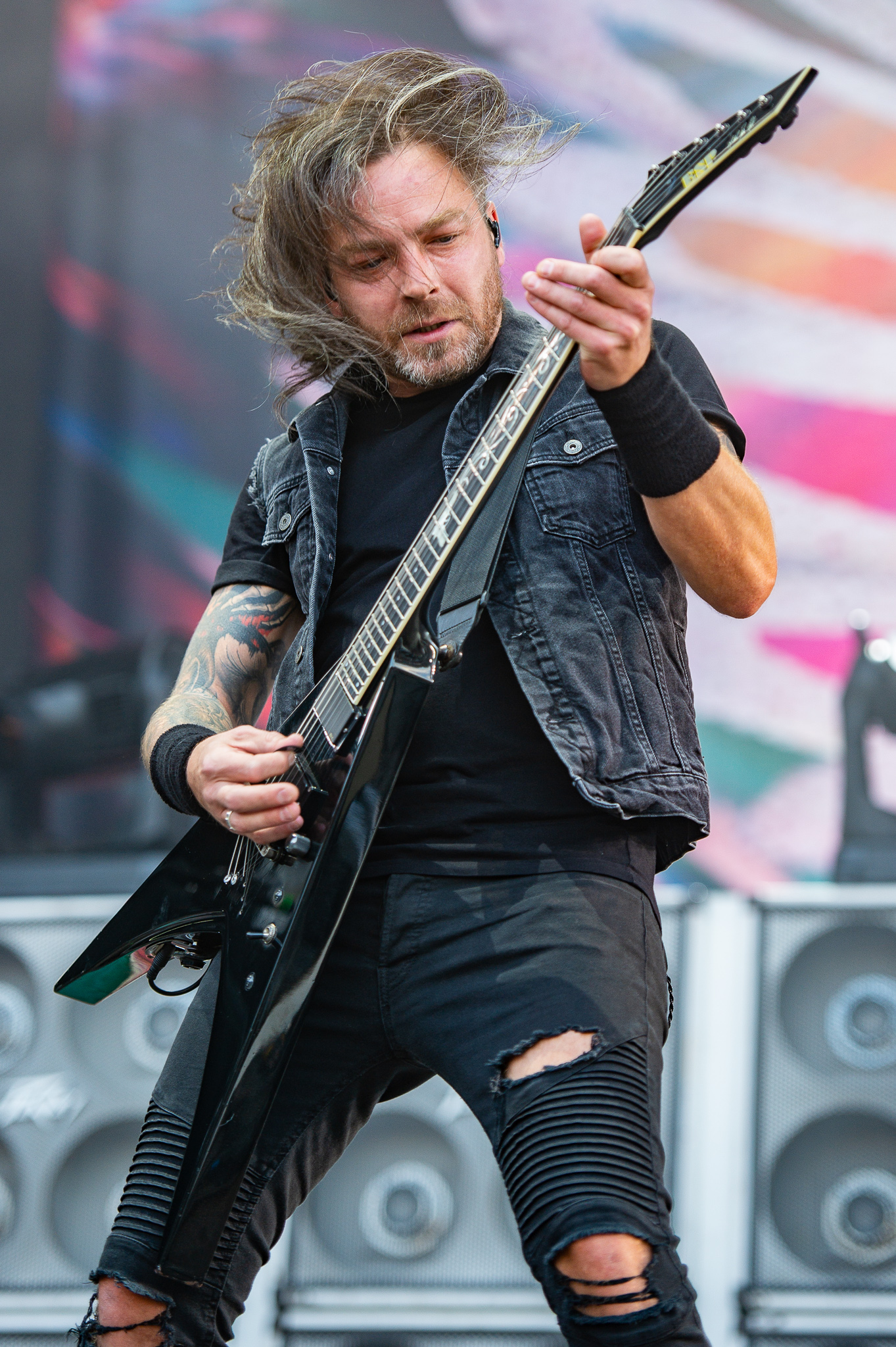
Michael Paget (2018)

Michael "Padge" Paget, född den 12 september 1978, är huvudgitarristen i Metalcorebandet Bullet for My Valentine. Michael Paget har sin egen signaturgitarr från Esp Guitars. Hans favoritband är Iron Maiden, som man kan höra på de många gitarrstämmorna BFMV gör.
Padge gör även bakgrundssång och "screams" på vissa låtar men föredrar att endast spela gitarr.